# Dolenje Kališče
Dolenje Kališče este o localitate din comuna Velike Lašče, Slovenia.